# Léonhard Quaglia
Pour les articles homonymes, voir Quaglia.
Temple de la renommée français : 2010
Léon Giotti Quaglia, dit Léonhard, né le 4 janvier 1896 à Cluses (France) et mort le 5 mars 1961 à Chamonix-Mont-Blanc, est un joueur français de hockey sur glace.

## Biographie
Il joue pour le Chamonix Hockey Club avec lequel il remporte le championnat de France 1923. Patineur très rapide, il participe également à des épreuves de vitesse et bat les records nationaux du 1 500 mètres, du 5 000 mètres et du 10 000 mètres lors des championnats de France de vitesse de 1923, quelques jours seulement après avoir été l'artisan de la victoire de Chamonix en championnat.
Il est également membre de l'équipe de France et participe aux Jeux olympiques de 1920, de 1924 et de 1928, ainsi qu'aux championnat d'Europe 1923 (où il finit meilleur buteur du tournoi et vice-champion) et 1924 (où il remporte un titre de Champion d'Europe).

## Statistiques
| Année | Équipe | Compétition |   | PJ | B | A | Pts | Pun |
| 1920  | France | JO          | 1 | 0  | 0 | 0 |     |     |
| 1923  | France | CE          |   | 10 |   |   |     |     |
| 1924  | France | CE          |   |    |   |   |     |     |
| 1924  | France | JO          | 2 | 5  | 0 | 5 | 0   |     |
| 1926  | France | CE          |   | 1  |   |   |     |     |
| 1928  | France | JO          | 3 | 1  | 0 | 1 | 0   |     |
| 1930  | France | CM          |   |    |   |   |     |     |
| 1931  | France | CM          |   |    |   |   |     |     |
| 1932  | France | CE          |   | 1  |   |   |     |     |
| 1935  | France | CM          |   |    |   |   |     |     |